# Xenasma
Xenasma is een geslacht van schimmels behorend tot de familie Xenasmataceae. De wetenschappelijke naam werd gepubliceerd in 1957 door mycoloog Marinus Anton Donk.

## Soorten
Volgens Index Fungorum telt het geslacht elf soorten (peildatom oktober 2020):
| Soortnaam                                | Auteur(s)              | Publicatiejaar |
| ---------------------------------------- | ---------------------- | -------------- |
| Xenasma aculeatum                        | C.E. Gómez             | 1972           |
| Xenasma amylosporum                      | Parmasto               | 1968           |
| Xenasma longicystidiatum                 | Boidin & Gilles        | 2000           |
| Xenasma parvisporum                      | Pouzar                 | 1982           |
| Xenasma praeteritum                      | (H.S. Jacks.) Donk     | 1957           |
| Xenasma pruinosum                        | (Pat.) Donk            | 1957           |
| Xenasma pulverulentum (Streepspoorwasje) | (H.S. Jacks.) Donk     | 1957           |
| Xenasma rimicola                         | (P. Karst.) Donk       | 1957           |
| Xenasma subclematidis                    | S.S. Rattan            | 1977           |
| Xenasma tulasnelloideum (Wissewasje)     | (Höhn. & Litsch.) Donk | 1957           |
| Xenasma vassilievae                      | Parmasto               | 1965           |